# Прамірацетам
Прамірацетам  (англ. Pramiracetam, лат. Pramiracetamum) — синтетичний лікарський препарат, який належить до групи рацетамів, в основі хімічної структури яких лежить пірролідонове кільце. Прамірацетам уперше синтезований у лабораторії американської компанії «Parke-Davis», яка натепер є частиною корпорації «Pfizer» у кінці 70-х років ХХ століття, і перші патенти на нього видані у Бельгії у 1978 році та у США у 1979 році. Натепер прамірацетам випускається компанією «Menarini», та розповсюджується нею в Італії та деяких країнах Східної Європи (включно з Україною) під торговою маркою «Прамістар». У США реєстрація прамірацетама як лікарського препарату скасована.

## Фармакологічні властивості
Прамірацетам — синтетичний лікарський препарат, який належить до групи рацетамів. Механізм дії препарату натепер встановлений не до кінця. Основним механізмом дії препарату натепер вважається стимуляція системи захоплення холіну клітинами нервової системи та посилення синтезу ацетилхоліну, що призводить до посилення активності нейронів, а також стимуляція синтезу оксиду азоту, що також призводить до покращення процесів навчання та пам'яті, особливо формування короткострокової пам'яті, а також має виражений судинорозширюючий ефект. Прамірацетам також інгібує нейропептидази у головному мозку, що призводить до накопичення у мозку пептидів, які беруть участь у формуванні довгострокової пам'яті. Прамірацетам має антидепресивну дію, не має пригнічувальної дії на центральну нервову систему та не має впливу на вегетативну нервову систему. Прамірацетам також покращує реологічні властивості крові, знижує адгезію тромбоцитів, покращує мікоциркуляцію, прискорює проходження глюкози через гематоенцефалічний бар'єр, сприяє стабілізації мембран нейронів та підвищенні в них інтенсивності обміну нуклеїнових кислот, а також індукує структурну модифікацію ліпосом за рахунок змін фосфатидилхоліну та фосфатидилетаноламіну. На відміну від його структурного аналога та першого препарату групи рацетамів пірацетаму, прамірацетам діє не тільки на синаптичному, а й на структурно-регіональному рівні. Клінічні дослідження прамірацетаму, щоправда із залученням невеликої кількості хворих, проводились в Україні, у яких вивчалось застосування прамірацетаму при церебральному атеросклерозі (у тому числі після інсульту) та у хворих зі струсом мозку. У першому дослідженні виявлено більш виражений ефект прамірацетаму у молодших пацієнтів після інсульту, та нижчий ефект у більш старших пацієнтів. Також невелике клінічне дослідження на здорових добровольцях проводилось в Італії, в якому виявлено позитивний ефект препарату при скополамін-індукованій амнезії.

### Фармакокінетика
Прамірацетам швидко та повністю всмоктується при пероральному застосуванні, біодоступність препарату близько 100 %. Максимальна концентрація препарату досягається протягом 2—3 годин після прийому препарату. Прамірацетам не зв'язується з білками плазми крові. Прамірацетам проникає через гематоенцефалічний бар'єр Даних за проникнення прамірацетаму через плацентарний бар'єр та виділення його в грудне молоко немає. Прамірацетам не метаболізується, виводиться із організму в незміненому вигляді із сечею. Період напіввиведення препарату становить 4—6 годин. При порушенні функції нирок період напіввиведення прамірацетаму збільшується.

## Показання до застосування
Прамірацетам застосовується при зниженні концентрації уваги та погіршенні пам'яті при судинних або дегенеративних захворюваннях головного мозку.

## Побічна дія
При застосуванні прамірацетаму зрідка спостерігаються наступні побічні ефекти:
- З боку травної системи — нудота, біль у животі, сухість у роті, диспепсія, зниження апетиту, нетримання калу.
- З боку нервової системи — головокружіння, збудження, сплутаність свідомості, безсоння, тремор.
- З боку опорно-рухового апарату — спазми м'язів.
- З боку сечостатевої системи — нетримання сечі.

## Протипокази
Прамірацетам протипоказаний при підвищеній чутливості до препарату, геморагічному інсульті, важкій печінковій та нирковій недостатності.

## Форми випуску
Прамірацетам випускається у вигляді таблеток по 0,6 та 1,2 г.